# Kurmene
Kurmene är en mindre ort i Vecumnieki kommun, Zemgale i republiken Lettland på gränsen till Litauen. Kurmene ligger i Jēkabpils distrikt (rajon).